# العلاقات السعودية الجورجية
العلاقات السعودية الجورجية تشير إلى العلاقات الثنائية الحالية والتاريخية بين جورجيا و المملكة العربية السعودية. جورجيا لديها سفارة في الرياض. تم تأسيس العلاقات الدبلوماسية بين جورجيا والمملكة العربية السعودية في 27 مايو 1994.
افتتحت المملكة سفارتها في العاصمة تبليسي في عام 2018م، فين حين أنه جرى توقيع أول اتفاقية بين الدولتين في عام 2016م وهي اتفاقية عامة تتعلق بالتعاون بين جورجيا والمملكة العربية السعودية، وقد بلغت قيمة الاستثمارات الأجنبية المباشرة لجورجيا من السعودية 100 مليون دولار أمريكي.
من الجانب السياحي شهد عام 2017 م كثافة في عدد السياح السعوديين الذين زاروا جورجيا فقد وصل عددهم لحوالي  60 ألف سائح سعودي، بينما في 2018م ارتفعت نسبة السياح حتى وصلت 58 %، ولا يحتاج المواطنين السعوديين إلى تأشيرة ذهاب لزيارة جورجيا .